# Марк Лоллій (консул 21 року до н. е.)
Марк Ло́ллій Павлі́н (65 рік до н. е. — 2 рік н. е.) — політичний та військовий діяч Римської імперії, консул 21 року до н. е.

## Життєпис

### Участь у громадянській війні
Походив з впливового плебейського роду Лолліїв з Ферентіна. Син Марка Лоллія. Про молоді роки мало відомостей.
У 43 році до н. е. Лоллій був легатом Марка Юнія Брута, за це Лоллія було внесено до проскрипційного переліку. Брав участь у битві при Філіпах, потрапив у полон до тріумвірів, прикинувся рабом і був куплений Квінтом Емілієм Лепідом Барбулою. Згодом один із знайомих упізнав Лоллія, і Квінт Емілій Лепід домігся його виключення зі списків. Зрештою Лоллій став прихильником Октавіана й у 31 році до н. е. вже обіймав посаду легата в Актійській війні. Після битви викупив Квінта Емілія Лепіда, який потрапив у полон, та у свою чергу домігся для нього помилування.

### На службі Октавіану
З 16 році до н. е. Марк Лоллій входив до складу колегії квіндецемвірів священнодійств. У 25 році до н. е. на посаді легата-пропретора перетворив на провінцію Галатське царство після смерті царя Амінти. У 21 році до н. е. став консулом разом з викупленим ним колись з полону Квінтом Емілієм Лепідом. Друге консульське місце залишалося вакантним, оскільки його зарезервували для Августа, який відмовився обійняти посаду. Довибори супроводжувалися безладдям й гострим суперництвом між Квінтом Лепідом та Луцієм Сіланом, в результаті якого переміг Лепід.
У 19—18 роках до н. е. Марк Лоллій воював у Фракії на посаді проконсула Македонії. Тоді надав допомогу царю Реметалку і підкорив плем'я бессів. У 17 році до н. е. Лоллій брав участь у Секулярних іграх у Римі. Того ж року був спрямований до Галлії на посаді легата, зазнав там поразки від германських племен сігамбрів, узіпетів і тенктерів, втратив орла п'ятого легіону і змушений був викликати у провінцію Октавіана Августа. Дізнавшись про те, що Лоллій почав приготування до війни, а Октавіан направляється до Галлії, германці добровільно пішли за Рейн і уклали мир.
Лоллій під час обіймання посад консула та проконсула був відомий надзвичайним користолюбством, в провінціях зібрав величезний статок шляхом пограбування та здирництва.
У 1 році до н. е. Марк Лоллій рушив на Схід у ролі наставника Гая Юлія Цезаря II, усиновленого Августом. Налаштовував Гая проти Тиберія, який знаходився в добровільному засланні на Родосі, і всіляко роздмухував ворожнечу поміж ними. У 2 році н. е. був позбавлений милості Гая Юлія Цезаря II і (за різними відомостями) наклав на себе руки або був таємно убитий. Згідно з Плінієм Старшим, причиною опали Лоллія були його численні зловживання у провінціях, а згідно з Веллеєм Патеркулом — віроломство і зносини з парфянами.

## Родина
- Дружина — Аврелія
- Діти:

- Марк Лоллій, батько Лоллії Пауліни, дружини Калігули